# Eugenio Álvarez Gómez
Eugenio Álvarez Gómez (Calamonte, 4 de julio de 1942) es un político español, del PSOE.

## Trayectoria
Nacido en Calamonte, provincia de Badajoz, es ingeniero técnico. Está casado y tiene dos hijas. Miembro del PSOE, en 1979 acceda a la alcaldía de Calamonte, siendo a la vez diputado en la Diputación Provincial de Badajoz. Abandona la alcaldía de su pueblo natal en 1983, al ser nombrado consejero de Industria y Energía de la Junta de Extremadura. En 1986 pasa a ser consejero de Obras Públicas, Urbanismo y Medio Ambiente, cargo en el que se mantiene hasta 1995, cuando pasa a ser consejero de Agricultura y Comercio de la Junta de Extremadura. En 1999 mantiene el cargo recuperando las competencias en Medio Ambiente. En junio de 2003 abandona la Junta de Extremadura para ser elegido senador en marzo de 2004 siendo nombrado Presidente de la Comisión de Agricultura, pesca y Alimentación, hasta su retirada en marzo de 2008. En el año 2011 se presenta como candidato relevando a su esposa Mariluz Hernández, que fue alcaldesa de Calamonte (2003/2007), y gana las elecciones pero un pacto PP-IU no dejan gobernar a Eugenio. En el año 2015 vuelve a ser candidato a la alcaldía de Calamonte y posteriormente gana las elecciones con 6 concejales a uno de la mayoría absoluta. Fue condenado por el Juzgado de Mérida a una multa de 300 euros al causar lesiones tras agarrar del cuello a la pareja de una concejal del Partido Popular a la salida de un pleno municipal.